# Оксид индия(II)
Оксид индия(II) — бинарное неорганическое соединение металла индия и кислорода с формулой InO, серый порошок, не растворимый в воде.

## Получение
- Восстановление оксида индия(III) водородом:

{\displaystyle {\mathsf {In_{2}O_{3}+H_{2}\ {\xrightarrow {300^{o}C}}\ 2InO+H_{2}O}}}

## Физические свойства
Оксид индия(II) — серый порошок, не растворимый в воде.